# Nol Beenders
Nol Beenders is een voormalig Nederlands honkballer.
Beenders was een rechtshandige werper. Hij kwam uit in de Nederlandse hoofdklasse voor Kinheim uit Haarlem. In 1969, 1971 en 1973 maakte hij deel uit van het Nederlands honkbalteam tijdens de Europese Kampioenschappen waarbij Nederland de titel won. In 1972 werd hij tijdens de Haarlemse Honkbalweek waaraan hij met Oranje deelnam uitgeroepen tot meest waardevolle speler.